# سالگار
سالگار (انگلیسی: Salgar) نام شهری در کشور کلمبیا است.